# امیلیا زدونک
امیلیا زدونک (انگلیسی: Emilia Zdunek؛ زادهٔ ۱۲ سپتامبر ۱۹۹۲) بازیکن فوتبال اهل لهستان است.
وی همچنین در تیم‌های ملی فوتبال زنان لهستان بازی کرده‌است.